# 팔라고나이트

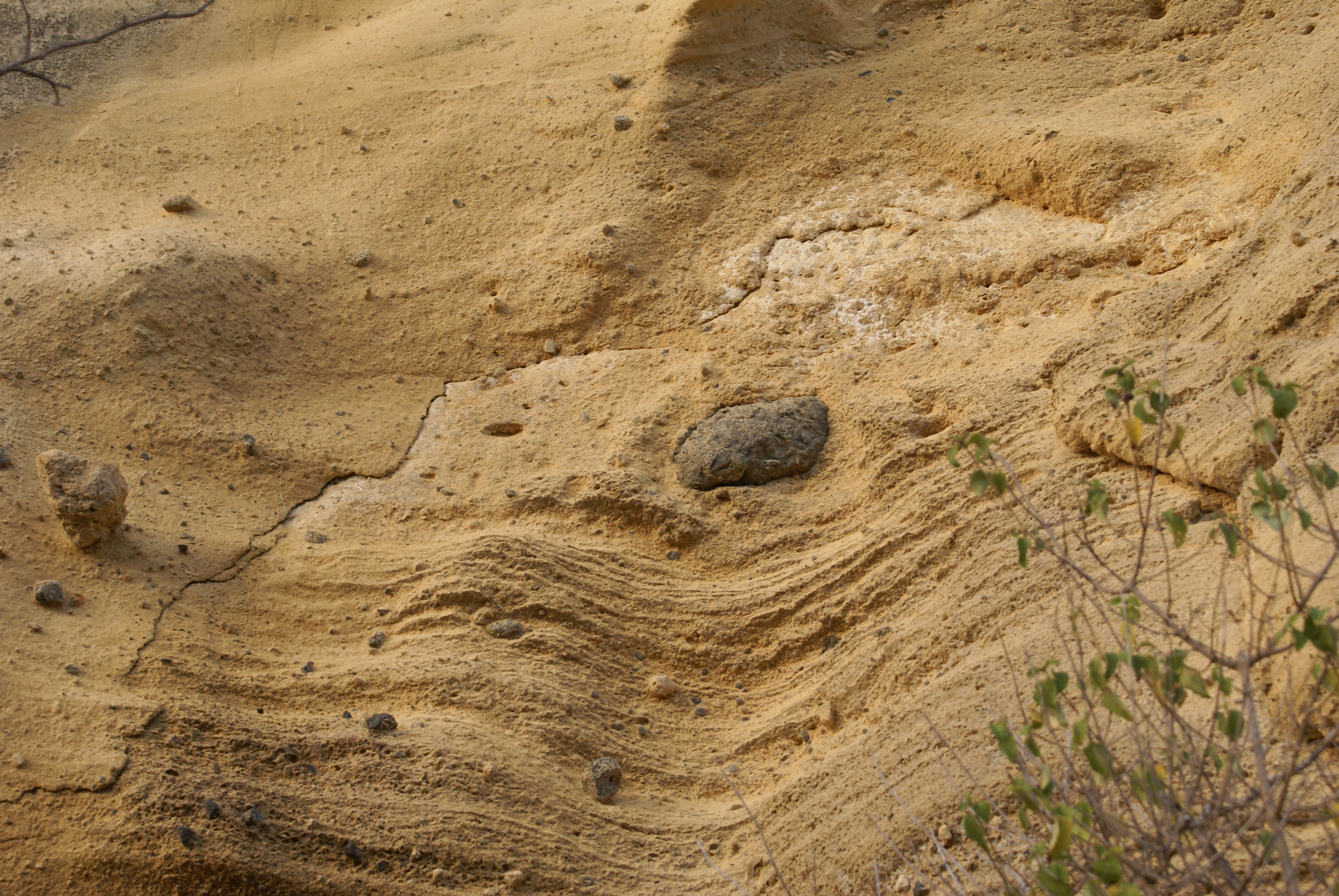
마요트 모야 해변의 팔라고나이트층.

팔라고나이트(palagonite)는 현무암과 비슷한 화학 조성을 가진 화산유리와 물이 상호작용하여 생성되는 변질 산물이다. 팔라고나이트는 물과 현무암질 용융체의 상호작용으로도 생성될 수 있다. 뜨거운 용암과 접촉하면서 물이 증기로 변하고, 작은 용암 파편이 증기와 반응하여 연한 색을 띠는 팔라고나이트 응회구가 형성되는데, 물과 접촉하는 현무암질 분출 지역에서 흔히 발견된다. 갈라파고스 제도의 화산쇄설 분석구가 그 예시이다. 찰스 다윈은 이 섬들을 방문하는 동안 이러한 분석구의 기원을 알아냈다. 팔라고나이트는 또한 용암이 더 느린 속도로 풍화되어 형성될 수 있는데, 이 경우 암석 표면에 황갈색의 얇은 껍질이 생성된다. 용암이 팔라고나이트로 전환되는 과정을 '팔라고나이트화 작용'이라고 한다.
팔라고나이트 토양은 연한 황갈색을 띠는 먼지로, 주로 더 큰 용암 파편들과 혼합되어 있으며 마이크로미터 이하 크기의 입자들로 구성되어 있다. 이러한 색상은 비정질 기질에 포함된 +3가 산화 상태의 철이 존재함을 나타낸다.
팔라고나이트 응회암은 팔라고나이트 기질 내에 시데로멜란 파편과 더 굵은 현무암질 암석 조각이 포함된 응회암이다. 팔라고나이트 기질 내의 시데로멜란 집합체 복합체를 유리쇄설암이라고 한다.

## 화성에서
적외선 분광법에 따르면, 마우나케아산 팔라고나이트의 미세 입자 성분은 화성 먼지의 분광학적 특성과 가장 잘 일치하는 지구의 물질이며, 화성 표면 표토의 먼지 성분과 그 조성 및 기원이 유사한 것으로 여겨진다. 하와이의 분석구에서 나온 팔라고나이트질 테프라는 연구자들을 위한 화성 표토 모사물질을 만드는 데 사용되었다. 화성에서 발견되는 팔라고나이트질 변질의 분광학적 특징은 화성에 물이 존재했다는 증거로 사용된다.

## 더 읽어보기
- Volcan Darwin
- J. R. Michalski*, M. D. Kraft, T. G. Sharp, and P. R. Christensen, Palagonite-like Alteration Products on the Earth and Mars I: Spectrocopy (0.4-25 microns) of Weathered Basalta and Silicate Alteration Products Lunar and Planetary Science XXXVI (2005) PDF